# Wu Zuxiang
Pour les articles homonymes, voir Wu.
Dans ce nom, le nom de famille, Wu, précède le nom personnel.
Wu Zuxiang, né le 5 avril 1908, mort en 1994, est un écrivain chinois.
Étudiant de l'université Qinghua à Pékin, il y fréquente l’avant-garde littéraire. Il exerce les fonctions de secrétaire du seigneur de la guerre Feng Yuxiang en 1946-1947. À partir de 1952, il enseigne la littérature chinoise à l'université de Pékin.
Wu Zuxiang est surtout connu pour ses nouvelles des années 1930, qui en font l'un des meilleurs représentants du genre. Ses récits se déroulent dans le monde des campagnes. Il cesse d'écrire après les années 1940.

## Liste des œuvres
- 1934 : Le Saule de l'ouest (Xiliuji), nouvelles
- 1935 : Pièces d'après-dîner (Fanyuji), proses
- 1943 : Le Torrent de montagne (Shanhong), roman patriotique

## Traductions
- Les Fortifiants, dans De la révolution littéraire à la littérature révolutionnaire. Récits chinois. 1918-1942, trad. Martine Valette-Hémery, L'Herne, 1970
  - rééd. dans Treize récits chinois. 1918-1949, trad. Martine Valette-Hémery, Philippe Picquier, 1987, 1991, rééd. 2000, coll. « Picquier poche »
- La Maison des bambous verts, trad. T. Zi'an, dans Littérature chinoise, no  2, 1983